# Cezve

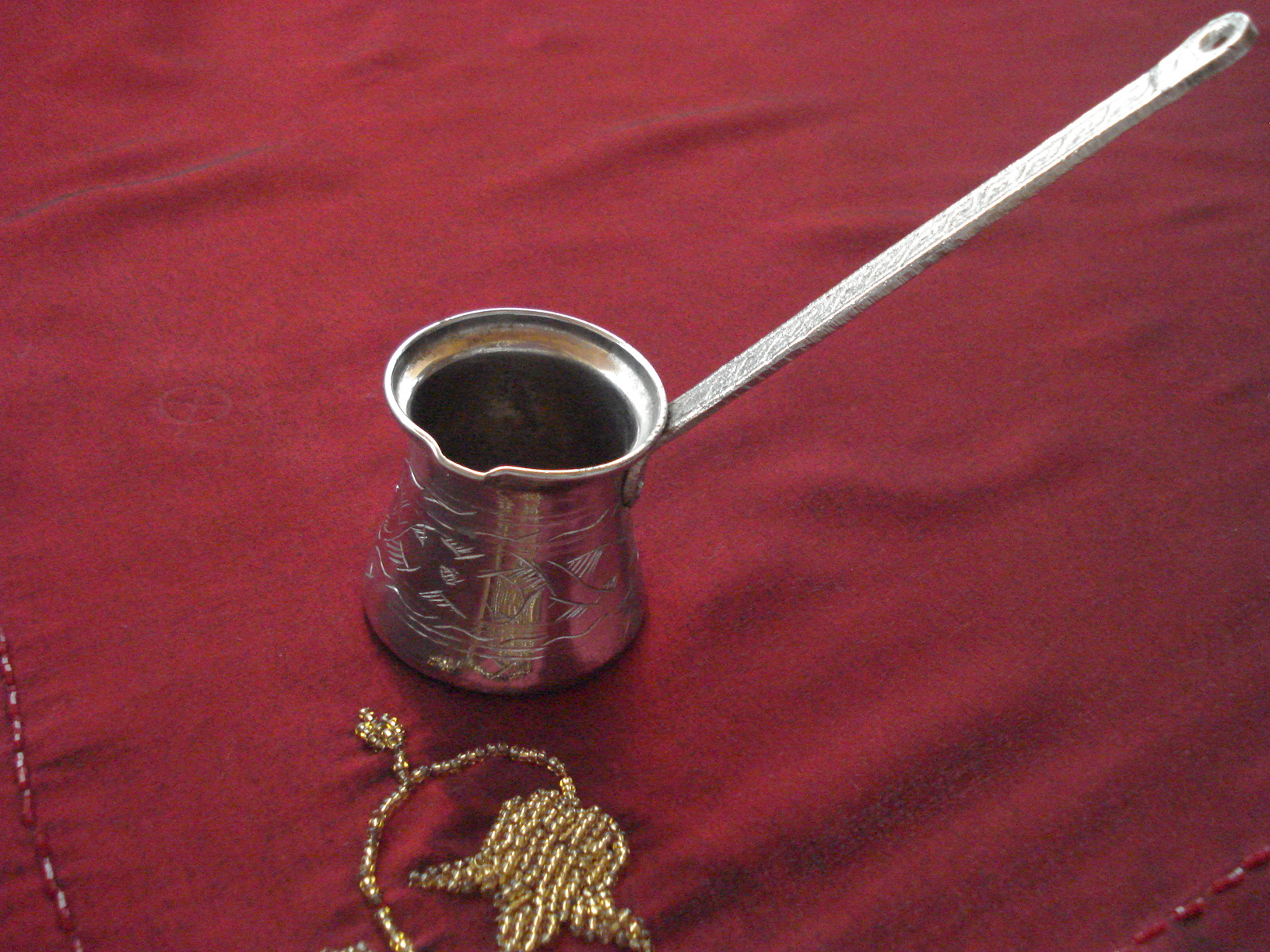
Cezve

Cezve, på grekiska briki (μπρίκι), är en kaffepanna som används för att tillreda turkiskt kaffe. Traditionellt har den tillverkats av slagen koppar eller mässing och i exklusivare fall guld och silver. Idag finns de även i andra material som rostfritt stål och aluminium.
Den är bredare nertil och smalnar av uppåt för att sedan ha en utvidgad överdel. Utvidgningen i överdelen gör det lättare att slå upp kaffet men de är ändå ofta försedda med en pip. Handtaget är långt och smalt och sitter i vinkel mot pipen. Det långa handtaget gjorde att det gick att placera kaffekannan inne i en större härd vid kokning och ändå kunna ta tag i handtaget.

## Etymologi
Cezve kommer från arabiskans ord för ett brinnande vedträ eller brinnande kol, antagligen för att det var på sådan de tillagades.
I Grekland och på Cypern kallas kaffekannan för briki. Även briki kommer från arabiskan (genom turkiskan) som förändrat det persiska sammansatta ordet för vatten och kopp. Ordet ibrik i turkiskan betyder ett kärl med smal lång hals och lång pip i vilken olja eller vin förvaras. Briki är det vanligaste ordet för den här typen av kaffepanna i engelska språkområden som USA och Australien eftersom greker utgjort en större andel av immigranterna än turkarna där.